# Theodorou
Theodorou oder Agii Theodori (griechisch Άγιοι Θεόδωροι), ursprünglich Aktyos oder Akoiton genannt, ist eine kleine griechische Insel vor der Nordwestküste Kretas. Die Insel ist etwa einen Quadratkilometer groß und liegt knapp einen Kilometer vor der kretischen Nordküste, etwa acht Kilometer westlich der Stadt Chania. Die höchste Erhebung der Felseninsel ist 165 m hoch. Auf der unbewohnten Insel leben heute Kretische Wildziegen, auch Kri-Kri genannt, die man 1928 dort aussetzte.
In venezianischer Zeit befanden sich auf der damals San Teodoro genannten Insel zwei ab 1574 erbaute polygonale sternenförmige Festungen: seeseitig und höher gelegen: Fort Thodorou I (auch Burg Turluru genannt) und das zur Küstenseite oberhalb der Höhle gelegene Fort Thodorou II (auch Burg Agios Theodoros, Burg  St. Francesco nach der nahen Kapelle genannt). Zu Beginn des Krieges um Kreta im Jahr 1645 wurden sie nach Besetzung der Insel durch die Türken von den Verteidigern durch Sprengung des Pulvermagazins zerstört. 1650 fiel die Insel wieder an die Venezianern, die sie noch bis 1699 gegen die Osmanen halten konnten. 1897 bei den Kämpfen um die Befreiung Kretas von griechischen Streitkräften besetzt. Von beiden Festungen sind nur noch geringe Ruinenreste vorhanden. Die Insel steht heute unter Naturschutz und darf nur zu seltenen Anlässen (z. B. am 8. Juni zum Feiertag des Hl. Theodor) besucht werden.
Die Insel wird von BirdLife International als Important Bird Area (GR177) ausgewiesen. 1982 wurde die Anzahl der Brutpaare des Eleonorenfalken auf 55 bis 65 geschätzt.
Über die große Höhle an der Südwestseite rankt sich eine Sage vom Seeungeheuer und seinem Jungen, dass sich den Bewohnern Kretas gefährlich näherte und erst durch Gebete in Stein verwandelt wurden; die Höhle ist dabei das Maul des Monsters. Das Junge des Seemonsters steht für die nur wenige Meter nördlich davor liegende Insel Glakari. Von den Einheimischen werden die Inseln deshalb auch in der Mehrzahl benannt: ta Thoudorou.